# Contea di South Dublin
South Dublin (in irlandese Contae Átha Cliath Theas) è una contea della Repubblica d'Irlanda. È nata ufficialmente nel 1993 dalla divisione dell'antica contea di Dublino a seguito del Local government (Dublin) Act, insieme alle contee di Fingal e Dún Laoghaire-Rathdown.
La superficie di South Dublin è di 222,74 km² ed è situata a 15 km sud-ovest da Dublino. Il capoluogo della contea è Tallaght ed ha una popolazione, al censimento effettuato ad aprile 2006, di 246 919 abitanti. Confina con le contee di Kildare, Wicklow, Fingal e Dun Laoghaire-Rathdown, nonché dalla City of Dublin, il centro cittadino della capitale.
La Contea di South Dublin è stata l'ultima contea irlandese a vedersi cambiare sia i confini (nel 1993 in modo da essere compresa all'interno dell'anello formato dall'autostrada che circonda Dublino, la M50), che il nome. Nel passaggio da contea elettorale a contea amministrativa dopo l'applicazione del Local government Dublin Act nel 1994, il nome fu modificato da Belgard all'attuale South Dublin. Le altre due nuove contee della Dublin Region, Fingal e Dun Laoghaire-Rathdown, hanno acquisito nome e confini a partire dal 1985.

## Toponomastica
Il vecchio nome dell'area, Belgard (irlandese: An Bealach Ard), deriva dall'esistenza in questa contea di una delle fortezze di confine facenti parte del The Pale. La modifica del nome è motivata dalla confusione generabile per la presenza di alcune aree del capoluogo Tallaght che utilizzano questo nome (Belgard Road, Belgard Square, Belgard Green, Belgard Heights, ecc.).

## Geografia antropica

### Cittadine
- Clondalkin
- Lucan
- Rathfarnham
- Tallaght

## Amministrazione
La contea è suddivisa in cinque collegi elettorali: Clondalkin, Lucan, Rathfarnham, Tallaght Central e Tallaght South. Il County Council è composto da ventisei consiglieri. All'assemblea ordinaria annuale tenuta dal consiglio durante il mese di luglio è eletto il Cathaoirlaigh (il sindaco), che fa le veci del presidente d'Irlanda nell'area di South Dublin e presiede tutte le riunioni del Consiglio della contea.
Tutte le decisioni sono prese dai tre Comitati locali (Lucan/Clondalkin, Terenure/Rathfarnham, Tallaght) composti dai consiglieri eletti nelle rispettive aree. Gli atti dei comitati vengono quindi ratificate dall'assemblea del County Council della contea che si tiene ogni secondo lunedì del mese.